# Лямся, Томи
Томи Лямся (фин. Tomi Lämsä; род. 16 сентября 1979, Лахти, Хяме) — финский хоккеист и тренер. Главный тренер «Лукко».

## Биография
Выступал за юношескую команду «Киеккорейпас». С 1997 по 1998 год являлся игроком команды «Пеликанс», выступал за клуб в первом финском дивизионе. В сезоне 1998/99 играл за юниорскую команду ХПК, а в сезоне 1999/00 за юниорскую команду «Пеликанс». С 2000 по 2002 год — игра за команду «ХеКи» в третьей финской лиге. Завершил карьеру игрока в 2002 году.
В сезоне 2008/09 возглавлял «Киеккорейпас» как главный тренер в юношеской лиге Финляндии, в следующем сезоне руководил юниорской командой «Пеликанс». С 2011 по 2012 работал ассистентом тренера в «Йокерите». В 2012 году возглавлял юношескую сборную Финляндии на юношеских Олимпийских играх 2012 года в Инсбруке, где подопечные Лямся завоевали золото.
С 2012 по 2014 год возглавлял «Йокерит» в финской лиге, после перехода клуба в КХЛ был освобождён от своих обязанностей. В сезоне 2014/15 возглавлял «Пеликанс». Летом 2017 года вошёл в тренерский штаб уфимского «Салавата».
30 мая 2022 года покинул «Салават Юлаев», и возглавил молодежную сборную Финляндии U20.